# Castries (Frankrijk)
Castries is een gemeente in het Franse departement Hérault (regio Occitanie). De plaats maakt deel uit van het arrondissement Montpellier. Castries telde op 1 januari 2022 6.722 inwoners.

## Geografie
De oppervlakte van Castries bedroeg op 1 januari 2022 24,05 vierkante kilometer; de bevolkingsdichtheid was toen 279,5 inwoners per km².

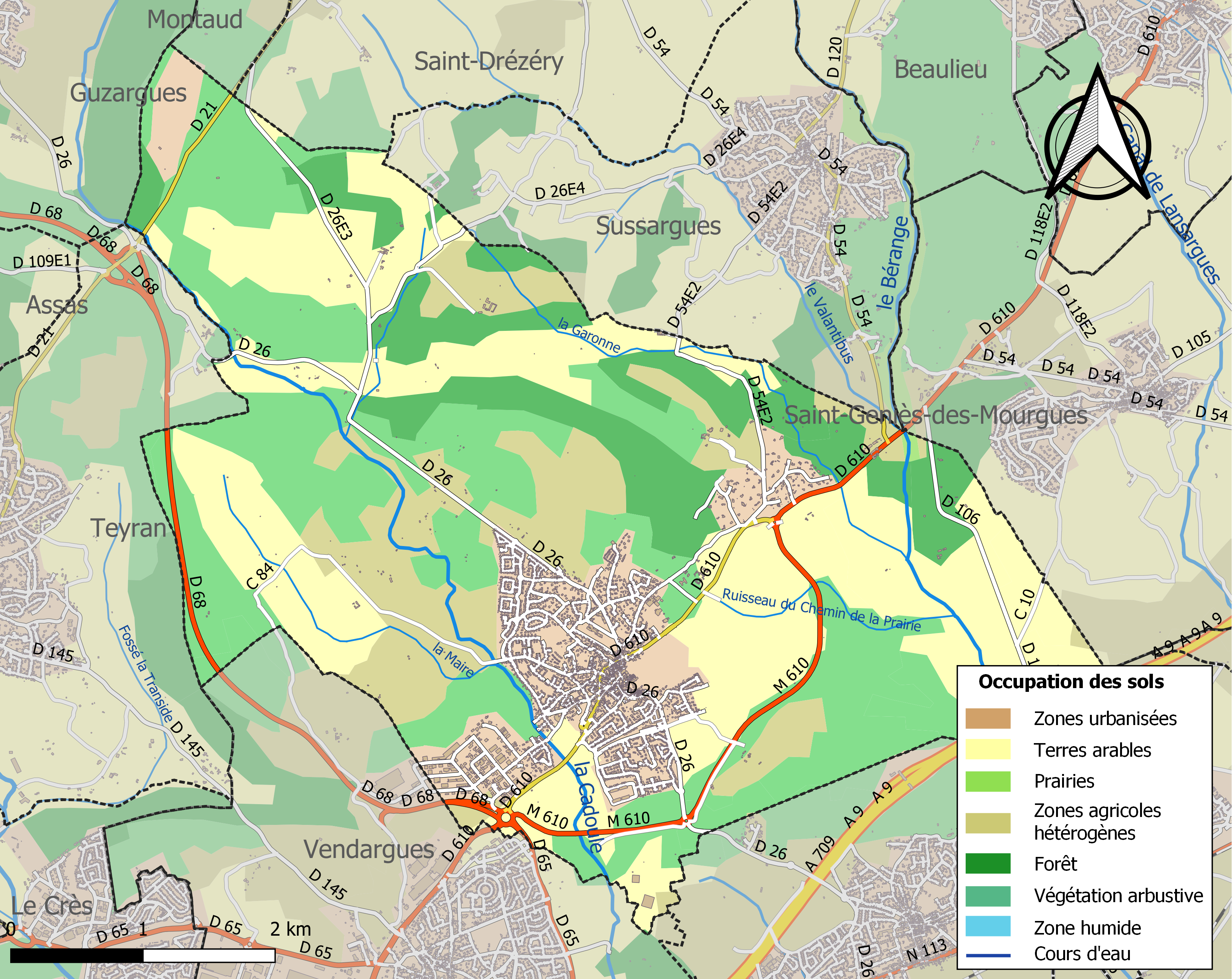
Kaart van de gemeente met belangrijkste infrastructuur, bodemgebruik en omliggende gemeenten

## Demografie
Onderstaande figuur toont het verloop van het inwonertal (bron: INSEE-tellingen).